# Matrimonio igualitario en Macedonia del Norte
El matrimonio igualitario en Macedonia del Norte no está reconocido, así como tampoco las uniones civiles entre personas del mismo sexo, sin embargo, una reforma constitucional para prohibir el matrimonio entre personas del mismo sexo fracasó en 2015.

## Uniones civiles
Macedonia del Norte no reconoce las uniones civiles (en macedonio: граѓанско партнерство, graǵansko partnerstvo; en albanés: bashkim civil) que ofrecerían a las parejas del mismo sexo un subconjunto de los derechos, beneficios y responsabilidades del matrimonio. Sin embargo, Macedonia del Norte está obligada, según el fallo del Tribunal Europeo de Derechos Humanos en el caso Fedotova y otros contra Rusia, a otorgar reconocimiento legal a las uniones entre personas del mismo sexo. En enero de 2023, la Gran Sala dictaminó que el artículo 8 de la Convención Europea de Derechos Humanos, que garantiza el derecho a la vida privada y familiar, impone a todos los Estados miembros del Consejo de Europa la obligación positiva de reconocer las parejas del mismo sexo.

## Matrimonio igualitario

### Antecedentes
No existe reconocimiento legal de las relaciones entre personas del mismo sexo en Macedonia del Norte. La Ley de Familia (en macedonio: Закон за семејството, Zakon za semejstvoto; en albanés: Ligji për familjen) define el matrimonio como "una comunidad viva de un hombre y una mujer regulada por la ley". El artículo 15 de la Ley de Familia también establece que "el matrimonio podrá ser concertado por dos personas de distinto sexo con voluntad libremente expresada ante la autoridad competente, en la forma que establece esta ley".

### Intentos de aprobar una prohibición constitucional
La Constitución de Macedonia del Norte no prohíbe expresamente los matrimonios entre personas del mismo sexo. El artículo 40 establece:

Las relaciones jurídicas en el matrimonio, la familia y la convivencia están reguladas por la ley.

En septiembre de 2013, una propuesta de reforma constitucional para definir el matrimonio como una unión entre "un hombre y una mujer" no logró alcanzar la mayoría requerida de dos tercios en la Asamblea de Macedonia del Norte.
A finales de junio de 2014, el reelegido partido gobernante, VMRO-DPMNE, presentó una vez más un proyecto de ley, esta vez con la esperanza de que el Partido Democrático de los Albaneses (DPA) proporcionara los votos adicionales necesarios para aprobarlo. El 9 de enero de 2015, la comisión parlamentaria de cuestiones constitucionales aprobó la enmienda que prohíbe el matrimonio entre personas del mismo sexo. El 20 de enero, la enmienda fue aprobada en el Parlamento por 72 votos contra 4. "La votación de hoy se suma a la discriminación, la violencia y la intolerancia por motivos de orientación sexual o identidad de género en Macedonia del Norte", afirmó un portavoz de Amnistía Internacional. Se requirió una votación final para agregar la enmienda a la Constitución. Esta última sesión parlamentaria comenzó el 26 de enero pero nunca concluyó, ya que la coalición gobernante no obtuvo la mayoría de dos tercios requerida. Finalmente, la enmienda fracasó y la Constitución no fue modificada para prohibir los matrimonios entre personas del mismo sexo.

## Opinión pública
Una encuesta del Instituto Nacional Demócrata (NDI) de 2015 mostró que el 2% de los macedonios consideraban los matrimonios entre personas del mismo sexo "completamente aceptables" y el 7% los consideraban "principalmente aceptables", mientras que el 89% de los encuestados los consideraban "inaceptables" (11% "principalmente inaceptable" y el 78% "completamente inaceptable").